# Aero Tropical
Aero Tropical era una compagnia aerea cargo angolana, fondata nel 1994 e attiva tra il 1996 ed il 1999; la base operativa era a Luanda presso l'aeroporto 4 de Fevereiro.

## Flotta
La flotta era costituita da un Antonov An-12 e un Antonov An-32B, tutti noleggiati.

## Incidenti
Il 27 febbraio 1996 l'Antonov An-12 registrato ER-ACE è precipitato nei pressi di Lucapa durante un volo proveniente da Luanda, uccidendo tutte le 8 persone a bordo.